# وگنر ۲۹۲۲۷
سیارک ۲۹۲۲۷ (به انگلیسی: 29227 Wegener، نامگذاری:1992DY13) بیست و نه هزار و دویست و بیست و هفتمین سیارک کشف شده‌است که در ۲۹ فوریه ۱۹۹۲ کشف شد.